# Pristosia jedlickai
Pristosia jedlickai is een keversoort uit de familie van de loopkevers (Carabidae). De wetenschappelijke naam van de soort is voor het eerst geldig gepubliceerd in 2003 door Hovorka & Sciaky In Lobl & Smetana.